# Rääsolaane
Rääsolaane (en seto : Rääsolaanõ) est un village de la commune de Setomaa, situé dans le comté de Võru au sud-est de l'Estonie. Avant la réforme administrative d'octobre 2017, il faisait partie de la commune de Mikitamäe dans le comté de Põlva.